# Repräsentation (Psychologie)
Repräsentationen (mentale Repräsentationen oder Repräsentanzen) sind Konstrukte der Psychologie, mit deren Hilfe Wissenschaftler verschiedener Disziplinen versuchen, psychische Prozesse zu beschreiben und messbar zu machen (zu operationalisieren). Die Repräsentation eines bestimmten Objektes (einschließlich seiner Funktionsweise, beispielsweise die Vorstellung, wie ein Computer arbeitet) oder Prozesses wird auch Mentales Modell genannt.

## Psychoanalyse
In der Psychoanalyse gelten Repräsentanzen als affektbesetzte innere Vorstellungen. Sie enthalten Erinnerungsspuren der Wahrnehmung von Selbst und Objekt. Aber auch die Art der Interaktion von Selbst und Objekt kann mental repräsentiert werden. Neben der real erlebten Interaktion können aber auch fantasierte mit dem Objekt verbundene Begebenheiten oder Eigenschaften internalisiert werden. In der Psychoanalyse dient die Beschreibung der Selbst- und Objektrepräsentanzen, aber auch Repräsentation der Bindungsbeziehung als wichtige Grundlage zur Beschreibung psychischer Vorgänge. In der Verhaltenstherapie wird weitestgehend synonym von Selbst- und Beziehungsschema gesprochen.

## Kognitionswissenschaften
In den Kognitionswissenschaften dient der Begriff der Repräsentation dazu, die Informationsverarbeitung im Gehirn zu beschreiben und zu verstehen. Bei der Objektwahrnehmung wird die Übereinstimmung einiger Sinnesreize mit gespeicherten Repräsentationen verglichen. Mit zunehmender Erfahrung vereinfachen sich die mentalen Repräsentationen von Objekten der Außenwelt. Dies bedeutet, dass nur die zur Wahrnehmung benötigten Sinnesreize für die Identifikation eines Objektes verwendet werden. Die Wahrnehmung wird dadurch effizienter.